# Darly Batista
Darly Noemi Batista (sinh ngày 8 tháng 7 năm 1988) là một cầu thủ bóng đá người Cộng hòa Dominica thi đấu ở vị trí tiền đạo cho Atlético Pantoja ở Liga Dominicana de Fútbol.

## Thống kê sự nghiệp

### Quốc tế
Tính đến trận đấu diễn ra ngày 29 tháng 3, 2016.
| Đội tuyển quốc gia | Năm  | Số trận | Bàn thắng |
| ------------------ | ---- | ------- | --------- |
| Cộng hòa Dominica  | 2006 | 2       | 1         |
| Cộng hòa Dominica  | 2008 | 1       | 0         |
| Cộng hòa Dominica  | 2010 | 2       | 5         |
| Cộng hòa Dominica  | 2011 | 3       | 0         |
| Cộng hòa Dominica  | 2015 | 1       | 0         |
| Cộng hòa Dominica  | 2016 | 2       | 2         |
| Tổng               | Tổng | 11      | 8         |

### Bàn thắng quốc tế
Tỉ số và kết quả liệt kê bàn thắng của Cộng hòa Dominica trước.
| #  | Ngày              | Địa điểm                                                             | Đối thủ                   | Tỉ số | Kết quả | Giải đấu                          |
| -- | ----------------- | -------------------------------------------------------------------- | ------------------------- | ----- | ------- | --------------------------------- |
| 1. | 26 tháng 11, 2006 | Bourda Cricket Ground, Georgetown, Guyana                            | Antigua và Barbuda        | 2–0   | 2–0     | Vòng loại Cúp bóng đá Caribe 2007 |
| 2. | 14 tháng 10, 2010 | Sân vận động Panamericano, San Cristóbal, Cộng hòa Dominica          | Quần đảo Virgin thuộc Anh | 1–0   | 17–0    | Vòng loại Cúp bóng đá Caribe 2010 |
| 3. | 14 tháng 10, 2010 | Sân vận động Panamericano, San Cristóbal, Cộng hòa Dominica          | Quần đảo Virgin thuộc Anh | 8–0   | 17–0    | Vòng loại Cúp bóng đá Caribe 2010 |
| 4. | 14 tháng 10, 2010 | Sân vận động Panamericano, San Cristóbal, Cộng hòa Dominica          | Quần đảo Virgin thuộc Anh | 9–0   | 17–0    | Vòng loại Cúp bóng đá Caribe 2010 |
| 5. | 14 tháng 10, 2010 | Sân vận động Panamericano, San Cristóbal, Cộng hòa Dominica          | Quần đảo Virgin thuộc Anh | 10–0  | 17–0    | Vòng loại Cúp bóng đá Caribe 2010 |
| 6. | 14 tháng 10, 2010 | Sân vận động Panamericano, San Cristóbal, Cộng hòa Dominica          | Quần đảo Virgin thuộc Anh | 13–0  | 17–0    | Vòng loại Cúp bóng đá Caribe 2010 |
| 7. | 29 tháng 3, 2016  | Sân vận động Olympic Félix Sánchez, Santo Domingo, Cộng hòa Dominica | Barbados                  | 1–0   | 2–0     | Vòng loại Cúp bóng đá Caribe 2017 |
| 8. | 29 tháng 3, 2016  | Sân vận động Olympic Félix Sánchez, Santo Domingo, Cộng hòa Dominica | Barbados                  | 2–0   | 2–0     | Vòng loại Cúp bóng đá Caribe 2017 |